# Valentin Boltz
Valentin Boltz, auch Valentin Bolz (* vor 1515 in Rufach im Elsass; † 26. Juli 1560 in Binzen) war evangelischer Pfarrer, Dramatiker, Sachbuch-Autor und Übersetzer.

## Leben
Valentin Boltz stand zuerst als Prädikant in Alpirsbach im Dienst des Herzogs von Württemberg, war 1534 bis 1539 Pfarrer in Matt (Kanton Glarus), bevor er 1539 Diakon in Tübingen wurde. Danach war er wieder als Pfarrer in verschiedenen Schweizer Gemeinden tätig: Von 1542 bis 1546 in Mollis und Schwanden, 1547 bis 1555 als Spitalpfarrer in Basel, bevor er ab 1559 bis zu seinem Tod das Pfarramt in Binzen versah.
Valentin Boltz verfasste Dramen, ein Buch zur Technik der Buchmalerei und war als Übersetzer (Komödien des Terenz, gedruckt 1540) tätig. Seine literarisch produktivste Zeit fällt in seine Basler Jahre.

## Werke
- Tragicocomödia Sant Pauls bekerung, aufgeführt 1546, gedruckt 1551 bei Kündig in Basel
- Illuminierbuch. Wie man allerlei Farben bereiten, mischen und auftragen soll. Allen jungen angehenden Malern und Illuministen nützlich und förderlich., gedruckt 1549 (und - mit dem Untertitel Künstlich alle Farben zu machen und zu bereiten - 1566; Nachdruck München 1913)
- Der Welt Spiegel, aufgeführt 1550, gedruckt 1551 bei Kündig in Basel
- Senece Gesprächbüchlin (Übersetzung), 1552
- Oelung Davidis Vnnd sein streit wider den Risen Goliath, gedruckt 1554 bei Staehelin in Basel

### Neuausgaben
- Der Weltspiegel. Hrsg.: Friederike Christ-Kutter, Klaus Jaeger, Hellmut Thomke. Zürich: Chronos, 2013 (=Schweizer Texte, Neue Folge. Bd. 37), ISBN 978-3-0340-1163-1
- Bibeldramen – Gesprächsbüchlein. Hrsg.: Friederike Christ-Kutter. Zürich: Chronos, 2009 (=Schweizer Texte, Neue Folge. Bd. 27), ISBN 978-3-0340-0901-0
- Illuminierbuch. Wie man allerlei Farben bereiten, mischen und auftragen soll. Allen jungen angehenden Malern und Illuministen nützlich und förderlich. Nach der 1. Aufl. von 1549 hrsg., mit Einl. u. Reg. vers. von C. J. Benziger. Walluf, Nendeln: Sändig, 1976, ISBN 3-500-30330-7